# Otto Gröllmann
Otto Gröllmann (Hamburgo, 31 de julio de 1902 - Berlín, 12 de julio de 2000) fue un artista gráfico alemán, escenógrafo y luchador de la resistencia contra el régimen nazi.

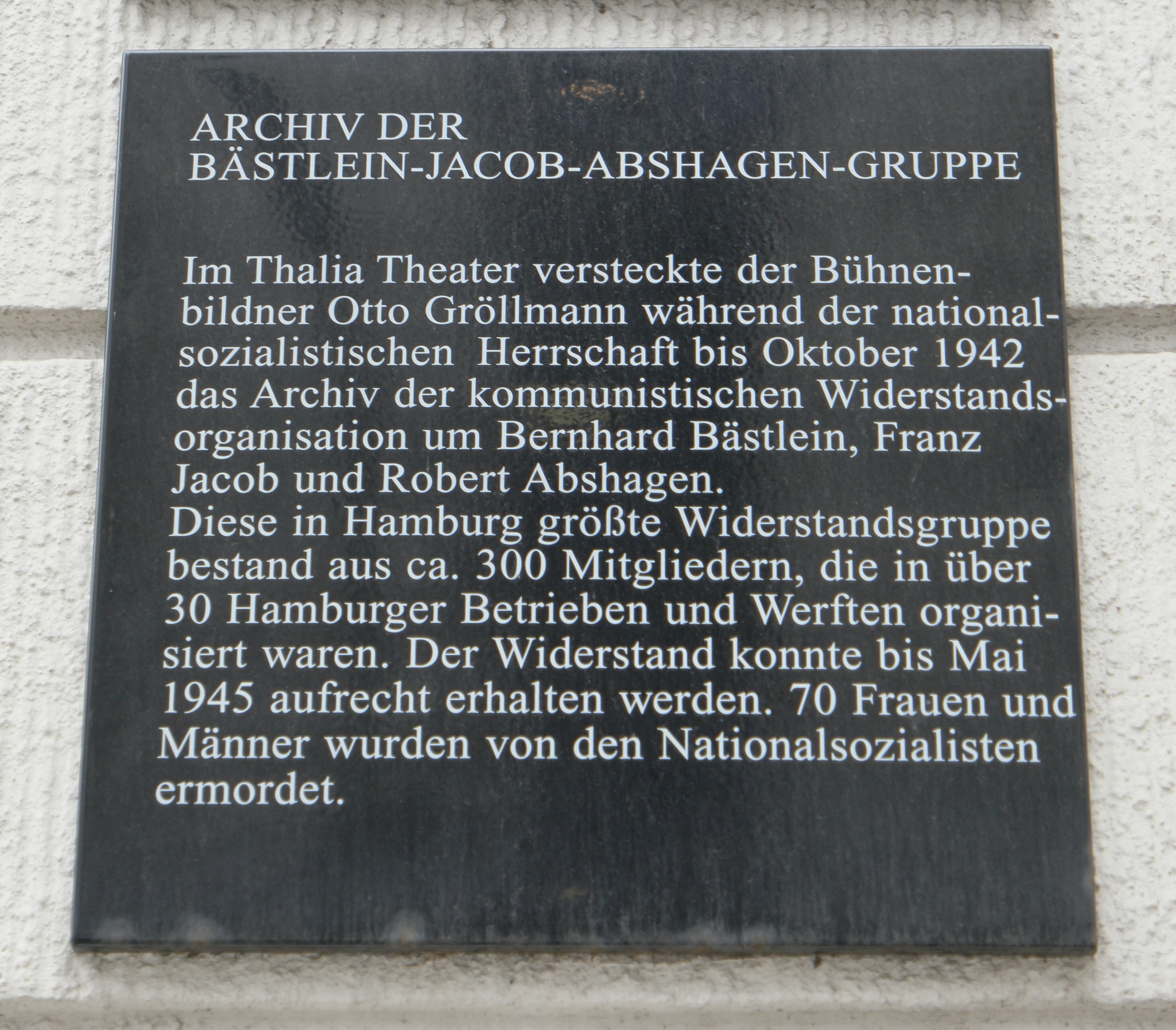
Placa conmemorativa de Otto Gröllmann en el teatro Thalia de Hamburgo

## Biografía
Otto (apodado Otje) Gröllmann se formó como escenógrafo entre 1917 y 1920 en el Hamburg Schauspielhaus, para luego trabajó en el Operettenhaus y en el Altona Stadttheater como diseñador de escenarios. A través de Willi Bredel y el exrepresentante de la USPD, Ernst Thälmann, entró en contacto con el movimiento obrero de Hamburgo. En 1922 se convirtió en miembro del KPD. El 23 y 24 de octubre de 1923, participó en el Levantamiento de Hamburgo en Schiffbeck.
Gröllmann se convirtió en el secretario de la Sección de Hamburgo de la Asociación de Artistas Visuales Revolucionarios (ASSO) y del grupo de agitación y propaganda para trabajadores del mundo del teatro Die Nieter, cuyo trabajo gráfico y vestuario codiseñó él. También dibujó numerosos folletos y pancartas, así como imágenes de portada para el Hamburger Volkszeitung (HVZ). Ilustró la primera publicación de libro de Willi Bredel, Marat der Volksfreund.
Debido a su participación en la resistencia contra la dictadura nazi, fue arrestado a finales de 1933. Fue conducido primero al campo de concentración de Fuhlsbüttel y, en febrero de 1934, se le trasladó al centro de detención de Hamburgo. Acusado de conexión con el KPD, fue condenado a 17 meses de prisión, que pasó en la prisión de Wolfenbüttel. Tras salir de prisión, regresó al teatro, pero también trabajó como pintor de edificios.
Pronto volvió a entablar contacto con sus compañeros Adolf Wriggers, Addi Matschke y Robert Abshagen, con quienes continuó su actividad de resistencia. En 1938 trabajó en el teatro Thalia de Hamburgo como director de estudio y escenógrafo. El archivo del Grupo Bästlein-Jacob-Abshagen fue alojado por Gröllmann en el teatro Thalia.
Relacionado con la información obtenida por la detención de paracaidistas durante la guerra, Gröllmann fue arrestado nuevamente. Después de ser interrogado bajo tortura por miembros de las SS, fue llevado al susodicho centro de detención hamburgués junto con otros prisioneros en marzo de 1943. Allí experimentó los ataques aéreos de Hamburgo de julio de 1943 y fue liberado de manera «temporal» por las autoridades judiciales de Hamburgo, dado el caos imperante en ese momento, el 4 de agosto de 1943. Gröllmann logró evitar que lo arrestasen de nuevo y volvió a ponerse en contacto con su grupo de resistencia, que continuó editando panfletos «ilegales» hasta abril de 1945.
Tras el fin del nacionalsocialismo, reanudó su trabajo como escenógrafo en el teatro Thalia. En 1947, nació su hija, la actriz Jenny Gröllmann.
Por iniciativa de Willi Bredel, se mudó con su familia en 1949 a Schwerin y en 1955 a Dresde, donde continuó trabajando como escenógrafo en los teatros estatales locales. En el punto de inflexión de 1989/90 "formuló públicamente y en repetidas ocasiones críticas severas acerca del régimen aparentemente estalinista de Erich Honecker".
En la RDA, en 1986, fue galardonado con la Orden Patriótica al Mérito en oro.